# هويل ادموندز جاكسون
هويل ادموندز جاكسون (بالإنجليزية: Howell Edmunds Jackson)‏ (و. 1832 – 1895 م) هو سياسي، ومحام، وقاض من الولايات المتحدة الأمريكية ولد في باريس.
تولى منصب عضو مجلس الشيوخ الأمريكي .وهو عضو في الحزب الديمقراطي الأمريكي .

## التعليم
تعلم في جامعة فرجينيا.